# DELMIA
DELMIA (Digital Enterprise Lean Manufacturing Interactive Application) är en programvara från Dassault Systèmes för att ge stöd till modellering och planering av industriell tillverkning. DELMIA ingår tillsammans med CATIA, ENOVIA, SIMULIA, SolidWorks och 3DVIA i Dassault Systemes PLM-portfölj. DELMIA bildades år 2000 efter uppköp och sammanslagning av Deneb Robotics(Robotik), EAI-Delta(Processplanering) och Safeworks(Ergonomisimulering).
Systemet är uppdelat i olika lösningar
- DELMIA D5 - Robotsimulering och flödessimulering som bygger på Deneb Robotics lösning
- DELMIA E5 - Process Engineer, Processplaneringsverktyg som bygger på EAI-Deltas lösning
- DELMIA V5 - Applikation för virtuell produktionssimulering som bygger på Dassault Systemes V5 plattform. DELMIA V5 delar användargränssnitt med CATIA V5.

DELMIA:s olika simuleringsverktyg är uppdelade i två produktlinjer
- DELMIA PLM innehåller verktyg för att i 3D-miljö definiera, planera, visualisera, analysera, balansera och simulera produktion.
- DELMIA Automation innehåller verktyg för att i 3D-miljö definiera, styra och övervaka automationssystem.